# 애슐리 필립스
애슐리 필립스 (Ashley Phillips, 2005년 6월 26일 ~ )는 잉글랜드의 축구 선수이며, 스토크 시티에서 센터백으로 뛰고 있다.